# Casino - No Limit
Casino - No Limit és una pel·lícula pornogràfica francesa produïda per Marc Dorcel l'any 2008, dirigida per Hervé Bodilis i protagonitzada per Mélissa Lauren, Yasmine, Nacho Vidal, Roxy Panther, Claudia Rossi, Nina Roberts, Léa Lazur, Christina Bella, Regina Ice, Mégane, Suzie Carina, Ana Martin i Sofia Valentine.

## Sinopsi
Amb Casino - No Limit, el director Hervé Bodilis ens submergeix en un univers despietat on els diners i el poder ja no són suficients per proporcionar prou adrenalina a aquests personatges. Cansats, s'enfronten en jocs sense límits on tot es pot posar en joc: els seus iots, les seves cases, les seves dones i fins i tot la seva pròpia vida...

## Reparatiment
- Alex
- Ana Martin
- Bob Terminator
- Christina Bella
- Claudia Rossi
- Horst Baron
- Ian Scott
- James Brossman
- Léa Lazur
- Mégane
- Melissa Lauren
- Nacho Vidal
- Natalli Diangelo
- Nina Roberts
- Phil Holliday
- Regina Ice
- Roxy Panther
- Sofia Valentine
- Suzy Carina
- Tony Carrera
- Wivien
- Yasmine

## Producció
Part de la pel·lícula es va rodar a Eivissa. Es va considerar que era el pressupost més gran del porno francès en aquell moment (230.000 €). L'altra particularitat de Casino - No Limit rau en el nombre d'escenes pornogràfiques: 12 en lloc de cinc o sis en les produccions habituals. La pel·lícula es va presentar a la premsa i als mitjans de comunicació (excepte X) durant una projecció prèvia.
La pel·lícula es va projectar per primera vegada al Ciné Cinéma Frisson. Comercialitzada en DVD i vídeo a la carta, la pel·lícula es distribueix a 56 països.

## Premis
El juny de 2008, al Festival Internacional de Cinema Eròtic de Barcelona, Casino-No Limit va guanyar el premi a la millor pel·lícula, millor director per a Hervé Bodilis i millor actriu per a Nina Roberts.
L'octubre de 2008 va guanyar als Premis Eroticline de Berlín el premi a la millor pel·lícula, millor pressupost, millor director europeu per Hervé Bodilis i millor actriu per Yasmine. Al Festival Internacional de l'Erotisme de Brussel·les de 2008 Yasmine va rebre el premi a la millor actriu.